# 登美村
登美村（とみむら）は山梨県北巨摩郡にあった村。
現在の甲斐市中部、中央自動車道・中部横断自動車道双葉ジャンクションの北方一帯にあたる。かつて地方病 (日本住血吸虫症)の最大有病地として知られており、「竜地（りゅうじ）、団子（だんご）へ嫁に行くなら、棺桶を背負って行け」と言われるほどであった。1911年（明治44年）には罹患率は住民の55%を超えていたが、その後病気の原因解明とともに改善が進んだ。

## 歴史
- 1875年（明治8年）2月 - 巨摩郡竜地村・大垈村・団子新居村・菖蒲沢村が合併して登美村となる。
- 1878年（明治11年）7月22日 - 郡区町村編制法の施行により、登美村が北巨摩郡の所属となる。
- 1889年（明治22年）7月1日 - 町村制の施行により、登美村が単独で自治体を形成。
- 1955年（昭和30年）3月5日 - 塩崎村と合併して双葉町が発足。同日登美村廃止。

## 交通

### 道路
現在は旧村域に中央自動車道・中部横断自動車道の双葉ジャンクション、中央自動車道の双葉サービスエリア・双葉スマートインターチェンジが所在するが、当時は未開通。